# Konstancie Sicilská (1138)
Konstancie Sicilská († 1138) byla manželka Konráda Franckého a římskoněmecká a italská královna. Jejím otcem byl Roger I. Sicilský a matkou Eremburga z Mortainu.

## Život
Konrád byl už 30. května 1087 v Cáchách korunován římskoněmeckým králem, roku 1093 se pod vlivem markraběnky Matyldy Toskánské přidal na stranu papeže Urbana II. – nepřítele svého otce. Ve stejném roce byl korunován italským králem v Miláně. V roce 1095 na koncilu v Piacenze obvinil svého otce, že byl členem Nikolaitské sekty. Urban II. mu na oplátku slíbil císařskou korunovaci. Téhož roku Urban II. schválil Konrádovo manželství s dcerou sicilského krále Rogera I. Konstancií. Z manželství se nenarodily žádné známé děti.
V roce 1098 Jindřich IV. Konráda sesadil a svým následníkem učinil mladšího syna Jindřicha. Urban II. zemřel v roce 1099 a zanechal svého spojence v těžké pozici. Konrád sám zemřel ve věku 27 let v roce 1101. Konstancie ho přežila o desítky let a znovu se neprovdala.